# آرس سوبوتيليور

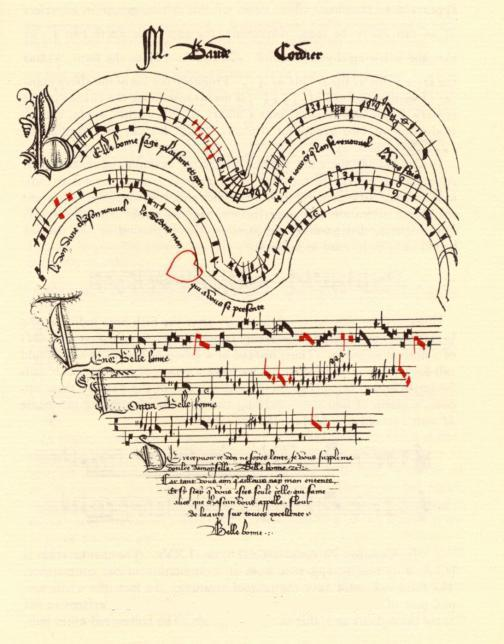

آرس سوبوتيليور (تعني باللغة اللاتينية: الفن الأرق)، نوع موسيقي يتسم بالتعقيد على صعيد الإيقاع والتدوين الموسيقي ويرتكز في باريس في منطقة أفينيون في جنوب فرنسا وأيضًا في شمال إسبانيا في نهاية القرن الرابع عشر. يوجد هذا النوع أيضًا في سجل مملكة قبرص. غالبًا ما يُستخدم هذا المصطلح بعكس آرس نوفا الذي ينطبق على النوع الموسيقي السابق في الفترة الممتدة منذ عام 1310 إلى نحو عام 1370؛ على الرغم من أن بعض العلماء يُفضلون اعتبار آرس سوبوتيليور فئة فرعية تندرج تحت النوع السابق. تشمل المصادر الرئيسة لآرس سوبوتيليور كل من مخطوطة شانتيلي ومخطوطة مودينا (مود أي إم 5.24) ومخطوطة تورينو (تورينو جي آي آي 9).

## لمحة عامة مع التاريخ
على الصعيد الموسيقي، يُعتبر إنتاج آرس سوبوتيليور دقيقًا للغاية ومعقدًا ومن الصعب غناؤه وعلى الأرجح أنه أُنتج وغُنّي ليستمتع به جمهور صغير من المتخصصين والخبراء. يشير أوبين إلى الفنون الجميلة الفائقة ويقول «لم تتمكن الموسيقى من الوصول ثانيةً إلى التحسينات الأكثر دقة والتعقيدات الإيقاعية في الأسلوب المنهجي حتى القرن العشرين». تُعتبر في الغالب بأنها أغانٍ علمانية بشكل حصري وتحمل في مواضيعها الحب بالإضافة إلى الحرب والفروسية وقصص من الفلسفية الكلاسيكية. توجد أيضًا بعض الأغاني التي تمدح شخصيات عامة (على سبيل المثال البابا المزيف كليمينت السابع). يُقارن دانيال ألبرايت الطليعية وتركيز الموسيقى الحديثة في القرن العشرين على إنتاج الموسيقى بالتجارب التقنية مع المجموعة السابقة من المتعة المستقلة لحركات آرس سوبوتيليور في توسيع مملكة الصوت. يُشير إلى المحاكاة الدائمة لباود كورديير بعنوان تو بار كومبا (والتي تعني ألّفت كل شيء بالبوصلة) وذلك مدون بنوطة دائرية.
يقارن ألبرايت هذا الدافع مع «الإلحاح التعبيري» و«الالتزام بقواعد الحرفة» وبالفعل، وضعت عالمة الموسيقى أورسولا غونتر مصطلح «آرس سوبوتيليور» في عام 1960 لتجنب الدلالات السلبية لمصطلحات النوع المنهجي والتدوين المنهجي. استند اصطلاح غونتر إلى مراجع في معاهدة الأشكال المختلفة، التي تُنسب إلى فيليبوس دي كازيرتا، وإلى المؤلفين الموسيقيين الذين انتقلوا إلى نمط «ما بعد مقارنة الفن الأرق» وطوروا «الفن الأكثر رقة».
كانت أفينيون واحدة من مراكز نشاط هذا النوع في نهاية بابوية أفينيون وخلال الانشقاق الغربي (1378 – 1417)، وفي تلك الفترة، كان للكنيسة الغربية بابا في روما وبابا في أفينيون. تطورت بلدة نهر الرون لتصبح مركزًا ثقافيًا نشطًا وأنتجت الهيكل الأبرز للأغنية غير الدينية في أواخر القرن الرابع عشر.
انتشر هذا النوع إلى شمال إسبانيا وإلى قبرص (التي كانت مركزًا ثقافيًا فرنسيًا في ذلك الحين). استُخدم هذا النوع من قبل المؤلفين الموسيقيين الفرنسيين والفلمنديين والإسبان والإيطاليين.

## السمات التشكيلية
كانت مخطوطات الأعمال في آرس سوبوتيليور بأشكال تعبيرية وغير مألوفة في بعض الأحيان وذلك مثل شكل موسيقى العين. بالإضافة إلى المحاكاة الدائمة لباود كورديير والتدوين الموسيقي على شكل قلب في الصورة أعلاه، كُتبت قيثارة اللحن لياكوب سينليش على شكل قيثارة.

### المؤلفين الموسيقيين لنوع آرس سوبوتيليور
من بين المؤلفين الموسيقيين الرئيسيين لآرس سوبوتيليور (يُعرف على الأقل ثلاثة منهم بهذا النمط) أنتونيلو دا كازيرتا ويوانيس كوفاليي وإيجيديوس وغاليوت وماتيوس دي بيروزيو وفيليبوس دي كازيرتا وياكوب سينليش وتريبور. يندرج تحت هذا النوع مؤلفون موسيقيون آخرون منهم:
- يوهانيش تشيكونيا، شعلة الحب.
- باود كورديير، تو بار كومبا (روندو كانون).
- مارتينوس فابري
- باولو دا فيرينزي.
- غويدو دي لانجو، دجيو خارت (روندو).
- يوهانيس سيمونيس هاسبلوفا.
- ماتي ودا بيروغيا.
- ماتيوس دي سانكتو يوهانا.
- سولاش. فيومو فيومي بار فيومي (روندو).
- أنتونيو زاكارا دا تيرامو.
- المؤلفين الموسيقيين المجهولين في بلاط يانوس ملك قبرص في نيقوسيا.